# Ayoze Pérez Gutiérrez
Ayoze Pérez Gutiérrez (29 de juliol de 1993) és un futbolista professional canari que juga com a davanter, migcampista ofensiu o lateral esquerre al club de la Lliga Vila-real CF.
Va començar la seva carrera al club del seu lloc natal CD Tenerife, on va rebre diversos premis personals per les seves actuacions a la temporada de Segona Divisió 2013-14 abans de ser fitxat pel Newcastle per uns 3 milions d'euros.
Pérez ha representat Espanya a nivell internacional a nivell sub-21, i és també internacional amb la selecció espanyola absoluta.

## Carrera de club

### Tenerife
Nascut a Santa Cruz de Tenerife, Illes Canàries, Pérez va acabar la seva formació amb el club local de Tenerife, debutant amb l'equip B a la temporada 2011-12, a la tercera divisió. Va aparèixer amb el primer equip al tercer nivell a la campanya següent, va participar en 16 partits i va marcar un cop quan els tinerfenys van tornar a la segona divisió després d'una absència de dos anys.
Després d'impressionar a la pretemporada del 2013, Pérez va jugar el seu primer partit professional el 18 d'agost, començant com a titular en una derrota a domicili per 1-0 contra l'Alcorcón. Va marcar el seu primer gol a la "categoria de plata" el 29 de setembre, en una victòria a casa per 1-0 davant el Reial Madrid Castella.
El 23 de març de l'any següent Pérez va marcar el seu primer hat-trick de la seva carrera, començant com a titular en una golejada per 5-0 contra la Ponferradina. Aquesta va ser una de les actuacions que li va valer el premi de Jugador del Mes de la Lliga, que va conservar per segona vegada consecutiva mentre el seu entrenador Álvaro Cervera va guanyar el guardó equivalent.
L'octubre de 2014, Pérez va guanyar el Premi Jugador Revolució a la Segona Divisió 2013–14 i el Millor migcampista ofensiu a la Segona Divisió 2013–14 a la cerimònia de lliurament dels premis LFP.

### Newcastle United
El 5 de juny de 2014, Pérez va rebutjar l'interès del Reial Madrid, FC Barcelona i Porto i va fitxar pel club de la Premier League Newcastle United per un preu estimat de 3 milions d'euros. L'acord es va confirmar un dia després. Va debutar a la lliga el 17 d'agost, substituint al seu company debutant Emmanuel Rivière al minut 83 d'una derrota a casa per 2-0 contra l'aleshores campió el Manchester City.
Pérez va marcar el seu primer gol en el seu primer inici de lliga el 26 d'octubre, en la victòria fora de casa per 2-1 contra el Tottenham Hotspur. Sis dies després, com a substitut a la mitja part de Papiss Cissé, va marcar l'únic gol del partit per derrotar al Liverpool i donar al Newcastle la seva quarta victòria consecutiva. El 9 de novembre, Pérez va marcar tres gols a la Lliga en tants partits en la victòria fora de casa per 2-0 contra el West Bromwich Albion. Va marcar amb menys freqüència a la segona meitat de la temporada mentre el Newcastle patia a la classificació, però el seu empat contra els mateixos rivals el 9 de maig de 2015 va acabar amb una sèrie de vuit derrotes consecutives sota John Carver, que va permetre el Newcastle d'evitar el descens.
Pérez va marcar el primer gol del Newcastle en un empat 2-2 amb el Chelsea, titular del títol, el 26 de setembre de 2015. El 18 d'octubre, va marcar un gol en una derrota per 6–2 del Norwich City, la primera victòria de la temporada del Newcastle. Va marcar l'únic gol d'una victòria fora de casa a Bournemouth el 7 de novembre, amb l'únic xut a porteria del Newcastle. El 13 de desembre, com a substitut, va marcar un guanyador en el temps afegit al Tottenham Hotspur FC, deixant al Newcastle fora dels llocs de descens.
L'1 de febrer de 2016, el Newcastle United va anunciar que Pérez hi signava un nou contracte, comprometent-se amb el club fins a l'estiu de 2021.
Pérez es va quedar amb el Newcastle malgrat una caiguda al campionat, ajudant el club a tornar a la Premiership immediatament, després d'una temporada. Pérez va acabar la temporada amb 9 gols en 25 aparicions, amb 11 d'ells com a titular, marcant gols clau contra els rivals del títol Brighton i Barnsley per ajudar a segellar el títol de campionat l'últim dia de la temporada.
Va marcar el seu primer gol a la Premier League de la temporada en un empat 2-2 a Southampton el 15 d'octubre. Després va marcar en partits consecutius en una victòria fora de casa per 1-0 contra l'Stoke City i un doblet en una victòria a casa per 3-1 contra el Luton a la FA Cup. El 31 de març de 2018, Pérez va acabar la seva ratxa sense gols de 8 partits marcant l'únic gol de la victòria davant l'Huddersfield, al minut 80. Pérez va continuar el seu bon estat de forma amb un gol i una assistència cadascun, en victòries davant el Leicester City i l'Arsenal.
El 20 d'abril de 2019, va marcar el seu primer hat-trick per al club en una victòria per 3-1 contra el Southampton. En fer-ho, es va convertir en el primer jugador a marcar un hat-trick de la Premier League per al Newcastle des de Georginio Wijnaldum el 2015.

### Leicester City
El 4 de juliol de 2019, Pérez va signar un contracte de quatre anys amb el Leicester City per una quota de 30 milions de lliures. Va fer el seu debut competitiu amb el Leicester City en un empat 0-0 amb el Wolverhampton Wanderers l'11 d'agost. El 25 d'octubre de 2019, Pérez va marcar el seu primer gol amb el Leicester City, i va completar un hat-trick en la victòria fora de casa per 9-0 contra el Southampton.
L'11 d'abril de 2021, Pérez va ser un dels tres jugadors eliminats de l'equip de Leicester per al partit contra el West Ham United després d'incomplir els protocols de COVID-19.
El 5 de juny de 2023, després del descens del club de la Premier League, es va anunciar que Pérez i sis jugadors més del primer equip deixarien el club un cop expiressin els seus contractes a finals de mes.

#### Cessió al Reial Betis
El 31 de gener de 2023, Pérez es va incorporar al Reial Betis cedit durant la resta de la temporada 2022-23. Va marcar el seu primer gol amb el club en un partit de la Lliga Europa contra el Manchester United FC a Old Trafford el 9 de març de 2023. Més tard aquell mateix any, el 5 de juny, després del descens del Leicester City de la Premier League, es va anunciar que Pérez i sis jugadors més del primer equip deixarien el club quan expiressin els seus contractes a finals de mes.

### Reial Betis
El 6 de juliol de 2023, després d'esdevenir agent lliure, Pérez es va incorporar al Reial Betis de manera indefinida i va signar un contracte de quatre anys amb el club.

### Vila-real
El 13 d'agost de 2024, Pérez es va unir a un altre club de la Lliga, el Vila-real CF amb un contracte de quatre anys amb el club.

## Carrera internacional
El 29 d'agost de 2014, Pérez va rebre la seva primera convocatòria per a la selecció espanyola sub-21 per als partits de classificació del Campionat d'Europa sub-21 de 2015 contra Hongria i Àustria. Va debutar sub-21 com a substitut al minut 77 de Munir El Haddadi contra Hongria el 4 de setembre.

## Vida personal
El germà gran de Pérez, Samuel, també és davanter, que ha jugat al Blyth Spartans i al Berwick Rangers. Actualment juga a l'Alnwick Town a la Northern Football Alliance Premier Division. La seva cosina María José Pérez és davantera del Llevant UE Femení i de la selecció espanyola femenina.
Després de deixar Newcastle, Pérez es va convertir en el tema d'una comèdia drama basada en una història real quan una adolescent va convèncer els seus pares perquè compressin la propietat al costat de la seva. El dia que es van traslladar, Pérez va ser fitxat pel Leicester City. L'espectacle, protagonitzat per l'exestrella d'Emmerdale Charlie Hardwick i el còmic local, Mike Milligan, va ser gravat pel Newcastle Evening Chronicle com "la història més increïble de la generació WAGS".

## Palmarès
Newcastle United
- Campionat EFL: 2016–17[59]

Leicester City
- Copa FA: 2020–21[60]
- FA Community Shield: 2021[61]

Selecció espanyola
- Eurocopa: 2024[62]

Individual
- Jugador del mes de Segona Divisió: març de 2014,[12] abril de 2014
- Jugador innovador de Segona Divisió: 2013–14[14]
- Millor migcampista ofensiu de Segona Divisió: 2013–14[15]
- Equip de la temporada de Segona Divisió: 2013–14[63]